# Vrâncioaia
Vrâncioaia est une commune du județ de Vrancea en Roumanie.